# Novell Open Enterprise Server
Novell Open Enterprise Server es el sucesor del Sistema Operativo de Red Netware, de Novell. Fue lanzado en marzo de 2005, y su versión actual es la Open Enterprise Server 2 SP3
La arquitectura interna del producto consiste en una Suse Linux Enterprise Server, a la cual se la ha añadido los demonios que administran y controlan los servicios propios de NetWare, como puede ser el eDirectory, el NCP, el NSS y el iPrint.
Aparte viene con añadidos, como es una paravirtualización basada en el hypervisor Xen, soporte de 64 bits, soporte a un dominio de Windows, etc.
- Datos: Q1197839